# Chiến tranh với Pháp và người Da đỏ
Chiến tranh giữa Pháp và người Da đỏ hay còn được gọi là Cuộc Chiến tranh Chinh phạt (tiếng Anh: French and Indian War, tiếng Pháp: Guerre de la Conquête) là chiến trường của chiến tranh Bảy năm trên đất Bắc Mỹ từ năm 1754 tới năm 1763. Đây là một cuộc xung đột giữa thuộc địa của Vương quốc Anh với thuộc địa của Vương quốc Pháp, hai bên đều được hỗ trợ quân đội từ mẫu quốc, cùng với sự giúp đỡ của thổ dân địa phương. Lúc xung đột bắt đầu, thuộc địa của Pháp có khoảng 60 000 người định cư từ Châu Âu, trong khi thuộc địa của Anh có khoảng 2 triệu người định cư.
Các quốc gia châu Âu đã tuyên chiến với nhau ở Tân thế giới vào năm 1756, hai năm sau chiến tranh Pháp và người Da đỏ, và một số người coi Chiến tranh giữa Pháp và người Da đỏ chỉ đơn thuần là vở kịch Mỹ của Chiến tranh Bảy năm trên toàn thế giới năm 1756-63. tuy nhiên, Chiến tranh Pháp và người Da đỏ ở Hoa Kỳ được xem là một cuộc xung đột đơn lẻ không liên quan đến bất kỳ cuộc chiến tranh châu Âu nào. Người Canada gọi nó là Guerre de la Conquête ("War of the Conquest") hay Chiến tranh chinh phạt
Thực dân Anh được các bộ lạc Iroquois, Catawba và Cherokee hỗ trợ vào các thời điểm khác nhau, và thực dân Pháp được hỗ trợ bởi các bộ lạc của Liên minh Wabanaki, Abenaki và Mi'kmaq, cùng với Algonquin, Lenape, Ojibwa, Ottawa, Shawnee và bộ lạc những Wyandot. Chiến sự diễn ra chủ yếu dọc biên giới giữa Tân Pháp và các thuộc địa của Anh, từ thuộc đia Virginia ở phía nam đến Newfoundland ở phía bắc. Nó bắt đầu bằng một cuộc tranh cãi về việc kiểm soát hợp lưu của sông Allegheny và sông Monongahela được gọi là Fork of the Ohio, và địa điểm của Pháo đài Pháp Duquesne ở Pittsburgh, Pennsylvania. Tranh chấp nổ ra thành bạo loạn trong Trận Jumonville Glen vào tháng 5 năm 1754, khi mà dân quân Virginia dưới sự chỉ huy bởi George Washington, 22 tuổi, phục kích một cuộc tuần tra của Pháp.
Năm 1755, sáu thống đốc thuộc địa đã gặp Tướng Edward Braddock, chỉ huy quân đội Anh mới đến và lên kế hoạch tấn công bốn chiều vào Pháp. Không ai thành công, và chính sự cố chấp của ông đã trở thành một thảm họa; ông thua trận Monongahela vào ngày 9 tháng 7 năm 1755 và chết vài ngày sau đó. Các hoạt động của Anh liên tục thất bại ở các vùng biên giới của thuộc đia Pennsylvania và thuộc đia New York trong năm 1755-57 là do sự kết hợp giữa quản lý kém, chia rẽ nội bộ, trong khi Pháp có trinh sát Canada hiệu quả cùng với lực lượng chính quy  và các đồng minh chiến binh người Da đỏ. Năm 1755, người Anh chiếm được Fort Beauséjour trên biên giới ngăn cách Nova Scotia với Acadia và họ ra lệnh trục xuất những người Acadian (1755-64) ngay sau đó. Lệnh trục xuất được đưa ra bởi Tổng tư lệnh William Shirley mà không có chỉ đạo từ Vương quốc Anh. Những người Acadian đã bị trục xuất, kể cả những người bị quản thúc và những người đã tuyên thệ trung thành với Nhà vua. Người Da đỏ cũng bị đuổi ra khỏi vùng đất của họ để mở đường cho những người định cư từ New England.
Chính quyền thực dân Anh đã sụp đổ ở khu vực Nova Scotia sau nhiều chiến dịch thảm khốc vào năm 1757, bao gồm một cuộc viễn chinh thất bại chống lại Louisbourg và Cuộc vây hãm Pháo đài William Henry; tiếp theo sau đó là sự kiện người Da đỏ tra tấn và tàn sát những người thuộc địa . Khi William Pitt lên nắm quyền và gia tăng đáng kể các nguồn lực quân sự của Anh tại các thuộc địa vào thời điểm Pháp không sẵn sàng mạo hiểm với các đoàn xe lớn để hỗ trợ các lực lượng hạn chế mà họ có ở Tân Pháp để tập trung lực lượng chống lại Phổ và các đồng minh hiện đang tham gia vào cuộc chiến tranh Bảy năm ở châu Âu. Cuộc xung đột ở Ohio kết thúc vào năm 1758 với chiến thắng của người Anh ở Mỹ tại Quốc gia Ohio. Từ năm 1758 đến 1760, quân đội Anh đã phát động chiến dịch đánh chiếm phần Canada của Pháp. Họ đã thành công trong việc chiếm phần lãnh thổ ở các thuộc địa xung quanh và cuối cùng là thành phố Quebec (1759). Người Anh sau đó đã thua Trận Ste-Foy ở phía tây Quebec (1760), nhưng lại thắng cả chiến dịch Montrealnên người Pháp đã nhượng lại Canada cho người Anh theo Hiệp ước Paris (1763).
Pháp cũng nhượng lại lãnh thổ phía đông Mississippi cho Vương quốc Anh, cũng như Louisiana thuộc Pháp ở phía tây sông Mississippi cho đồng minh Tây Ban Nha để bù đắp cho tổn thất của Tây Ban Nha khi nhượng Florida lại cho Anh (Tây Ban Nha nhượng lại Florida cho Anh để lấy lại  thành phố Havana ở Cuba.). Sự hiện diện thuộc địa của Pháp ở phía bắc Vùng Caribe giảm và chỉ còn ảnh hưởng ở các đảo thuộc Saint Pierre và Miquelon, khẳng định vị thế của Anh là cường quốc thực dân thống trị ở Mỹ.

## Về cái tên

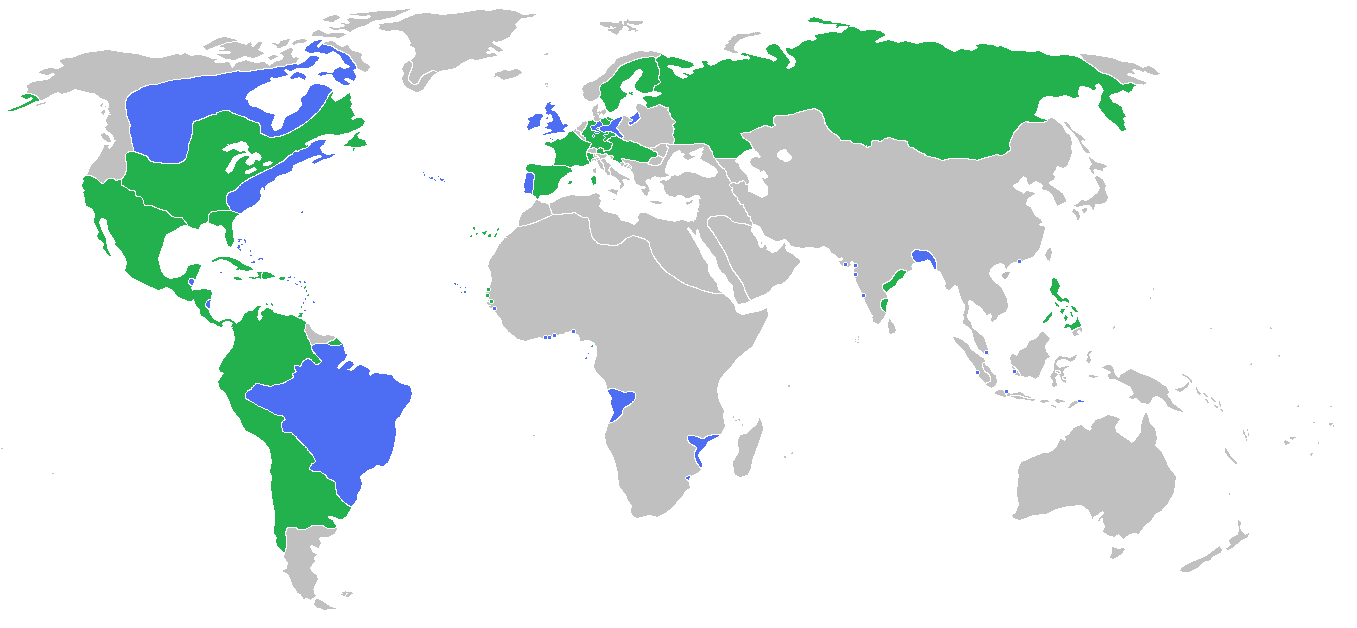
Những mặt trận tiêu biểu trong Chiến tranh Bảy năm. Người Canada và người châu Âu coi Cuộc chiến tranh Pháp và người da đỏ như một phần của Chiến tranh Bảy năm, trong khi người Mỹ coi đây là một cuộc xung đột riêng biệt.

Ở lãnh thổ Anh tại Bắc Mỹ, các cuộc chiến tranh thường được đặt tên theo quốc vương Anh đương nhiệm, chẳng hạn như Cuộc chiến tranh của Vua William hoặc Cuộc chiến tranh của Nữ hoàng Anne. Đã từng có cái tên  Cuộc chiến tranh của Vua George vào những năm 1740 dưới thời trị vì của Vua George II, vì vậy thực dân Anh đặt tên cho cuộc xung đột này theo tên kẻ địch của họ, và thế là nó được gọi là "Cuộc chiến tranh giữa Pháp và người Da đỏ". Đây tiếp tục là tên gọi tiêu chuẩn cho cuộc chiến ở Hoa Kỳ, mặc dù người da đỏ đã chiến đấu ở cả hai bên mặt trận của cuộc xung đột. Nó cũng dẫn đến cuộc Chiến tranh Bảy năm ở hải ngoại, một cuộc xung đột lớn hơn nhiều giữa Pháp và Anh mà không liên quan đến các thuộc địa ở Mỹ; một số nhà sử học đưa ra mối liên hệ giữa Chiến tranh Pháp và người Da đỏ và Chiến tranh Bảy năm ở chính quốc, nhưng hầu hết cư dân Hoa Kỳ coi chúng như hai cuộc xung đột riêng biệt — chỉ một trong số đó liên quan đến các thuộc địa ở Bắc Mỹ , và các nhà sử học Hoa Kỳ nói chung sử dụng tên truyền thống. Những cái tên ít được sử dụng hơn cho cuộc chiến bao gồm "Chiến tranh liên thuộc địa lần thứ tư" và "Đại chiến tranh giành đế chế".
Ở châu Âu, Chiến tranh Pháp và người Da đỏ được ghép thành một phần của Chiến tranh Bảy năm và không có tên riêng. "Bảy năm" đề cập đến các sự kiện ở châu Âu, từ tuyên chiến chính thức vào năm 1756 — hai năm sau khi Chiến tranh Pháp và người Da đỏ bắt đầu — đến việc ký kết hiệp ước hòa bình năm 1763. Ngược lại, Chiến tranh Pháp và người Da đỏ ở Mỹ , phần lớn kết thúc trong sáu năm, từ Trận Jumonville Glen năm 1754 đến việc chiếm Montreal năm 1760.
Còn người Canada thì kết hợp cả xung đột châu Âu và châu Mỹ vào Chiến tranh Bảy năm (Guerre de Sept Ans). Người Canada thuộc Pháp cũng sử dụng thuật ngữ "Chiến tranh Chinh phạt" (Guerre de la Conquête), vì đây là cuộc chiến mà nước Pháp mới bị người Anh chinh phạt và trở thành một phần của Đế quốc Anh. Ở Quebec, thuật ngữ này được các nhà sử học nổi tiếng như Jacques Lacoursière và Denis Vaugeois cổ vũ, những người đã vay mượn ý tưởng của Maurice Séguin khi coi cuộc chiến này là điểm nhấn mạnh mẽ của bản sắc và quốc gia Canada thuộc Pháp.